# Distrito de Ainaro
Ainaro es un distrito de Timor Oriental. Se encuentra en el sudoeste del país y posee muchos arroyos, tierras fértiles y terrenos rocosos, incluyendo el pico más alto del país, el Monte Ramelau. Históricamente, Ainaro tuvo un papel importante durante la brutal ocupación indonesia de Timor Oriental, dando protección a la guerrilla de la resistencia basada en las montañas. El antiguo líder de la guerrilla y actual presidente Xanana Gusmão dirigió muchos años la resistencia desde Ainaro.
El distrito abarca 797 km³ y posee 49.000 habitantes; su capital es la pequeña localidad montañosa de Ainaro. El recurso principal de la ciudad son el delicioso café orgánico y los aromáticos árboles de sándalo. Tiene una diversa comunidad, donde católicos, protestantes y musulmanes son vecinos.
También en Ainaro fue donde un gran contingente del ejército indonesio, junto con las milicias, atacó a la población durante el referéndum de independencia, el 30 de agosto de 1999. Con estas acciones, el 95% de la infraestructura fue destruida.
- Datos: Q405926
- Multimedia: Ainaro (Municipality) / Q405926